# Mikko Lundén
Mikko Markus Lundén, född 14 november 1979 i Salo, är en finländsk politiker (Sannfinländarna). Han är ledamot av Finlands riksdag sedan 2019.
Lundén blev invald i riksdagsvalet 2019 med 4 500 röster från Egentliga Finlands valkrets. Han omvaldes i riksdagsvalet 2023 med 5 301 röster.